# 勾龙爽
勾龙爽，又名句龙爽，四川人，生卒年月不详。
宋代宫廷画家，擅长人物画。神宗时官翰林待诏。时称他画的人物“其状质野，有返朴之意。” 作品有《西成民乐图卷》《岁丰图卷》等。